# Friendly Fire (ER)
Friendly Fire is de derde aflevering van het vierde seizoen van de televisieserie ER, die voor het eerst werd uitgezonden op 9 oktober 1997.

## Verhaal
Al, de ex-man van Jeanie Boulet, krijgt een ongeval op het werk en moet nu tegen zijn collega's vertellen dat hij hiv heeft. Dit wordt niet in dank afgenomen door zijn collega's.
Dr. Weaver is nu benoemd tot waarnemend hoofd van de SEH, zij laat zich meteen van zich horen door bezuinigingen aan te kondigen.
Dr. Greene neemt Cynthia Hooper aan als de nieuwe baliemedewerkster, Hathaway is hier verbaasd over omdat zij totaal geen ervaring heeft. Ondertussen heeft hij een date met Heather, het loopt echter niet zoals hij gepland had.
Markovic vuurt per ongeluk een raketwerper af en blaast hiermee de SEH op. Hem wordt dan geadviseerd om een sabbatical te nemen.
Dr. Benton en Carla hebben al snel meningsverschillen over de opvoeding van hun zoon. Zo wil Carla dat hun zoon besneden wordt, dit tot woede van dr. Benton.
Dr. Carter wordt jaloers op dr. Del Amico, hij denkt dat zij de mooie zaken krijgt van dr. Doyle en hij de restjes. Ondertussen ziet hij dr. Del Amico wel zitten en spreekt met haar af in een wasserette. Het is de eerste keer dat hij in een wasserette komt, maar vertelt haar dat hij regelmatig hiernaartoe gaat.
Hathaway hoort een verontrustend nieuwtje over dr. Ross en nu wordt haar vertrouwen in hem op proef gesteld.

## Rolverdeling

### Hoofdrol
- Anthony Edwards - Dr. Mark Greene
- George Clooney - Dr. Doug Ross
- Noah Wyle - Dr. John Carter
- Eriq La Salle - Dr. Peter Benton
- Laura Innes - Dr. Kerry Weaver
- Alex Kingston - Dr. Elizabeth Corday
- John Aylward - Dr. Donald Anspaugh
- Maria Bello - Dr. Anna Del Amico
- Jorja Fox - Dr. Maggie Doyle
- Ted Rooney - Dr. Tabash
- Gloria Reuben - Jeanie Boulet
- Michael Beach - Al Boulet
- Julianna Margulies - verpleegster Carol Hathaway
- Dinah Lenney - verpleegster Shirley
- Yvette Freeman - verpleegster Haleh Adams
- Laura Cerón - verpleegster Chuny Marquez
- Conni Marie Brazelton - verpleegster Connie Oligario
- Deezer D - verpleger Malik McGrath
- Montae Russell - ambulancemedewerker Dwight Zadro
- Emily Wagner - ambulancemedewerker Doris Pickman
- Brian Lester - ambulancemedewerker Brian Dumar
- Abraham Benrubi - Jerry Markovic
- Lisa Nicole Carson - Carla Reese

### Gastrol
- Michael Jace - Bill Nelson
- Caitlin Dulany - Heather Morgan
- Danielle Harris - Laura Quentin
- Connie Ray - Glenda
- Mariska Hargitay - Cynthia Hooper
- Daniel Quinn - Casey
- Richard Grove - Ed
- Tim Quill - Josh Torren
- Tegan West - ploegbaas
- Meredith Zinner - Chasity Lee

en vele andere